# ميكا تورونن
ميكا تورونن (بالفنلندية: Miikka Turunen)‏ هو لاعب كرة قدم فنلندي في مركز الوسط، ولد في 18 أغسطس 1979 في فاركاوس في فنلندا. لعب مع كووبيون بالوسيورا.